# Alpinia purpurowa

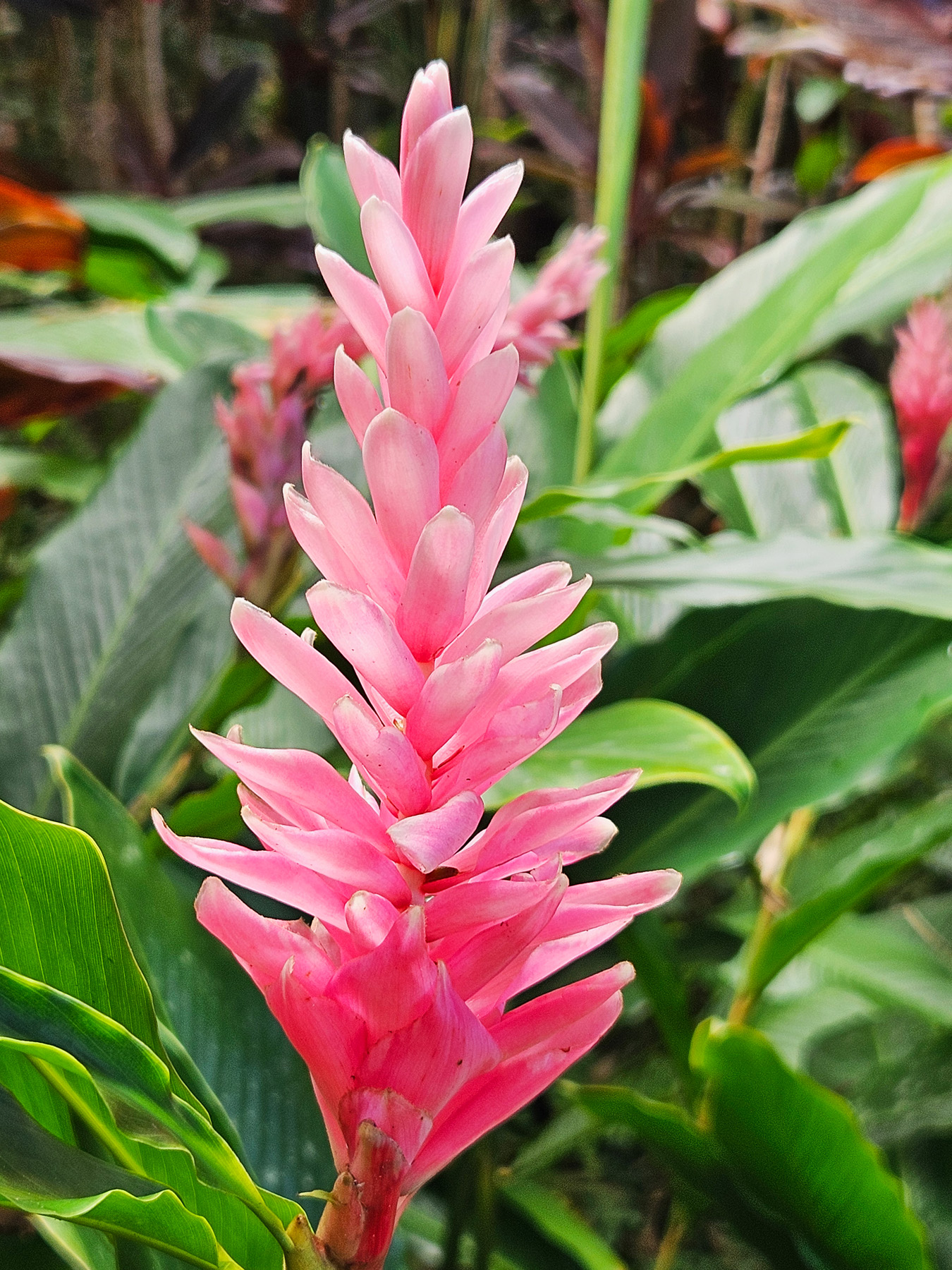
Kwiatostan

Alpinia purpurowa (Alpinia purpurata) – gatunek roślin z rodziny imbirowatych. Pochodzi z obszaru od Indonezji po Nowe Hebrydy. Sadzona w całej strefie tropikalnej, często dziczejąca.

## Morfologia
PokrójBylina osiągająca zazwyczaj wysokość do 2,5 m, z rzadka do 5 m.
LiściePodłużne, krótkoogonkowe, osadzone pochwiasto, długości 30–80 cm, szerokości 5–20 cm. Wyraźny nerw środkowy, nerwy boczne proste, odchodzące pod kątem prostym. Na górnym końcu owłosione, błoniaste uszka o długości do 2 cm.
KwiatyZebrane na końcu w stojące, niekiedy lekko przewieszone kłosy o długości do 30 cm, podsadki czerwone, o długości do 6 cm, kwiaty niepozorne, białe.
OwoceNiemal kuliste torebki, średnicy 2–3 cm, pękające trzema klapkami.

## Zastosowanie
Popularna roślina ozdobna.